# ستيفن دبليو. بوسورث
ستيفن دبليو. بوسورث (بالإنجليزية: Stephen W. Bosworth)‏ هو دبلوماسي وأستاذ جامعي أمريكي، ولد في 4 ديسمبر 1939 في غراند رابيدز في الولايات المتحدة، وتوفي في 3 يناير 2016 في بوسطن في الولايات المتحدة بسبب سرطان البنكرياس.

## وصلات خارجية
- ستيفن دبليو. بوسورث على موقع IMDb (الإنجليزية)
- ستيفن دبليو. بوسورث على موقع إن إن دي بي (الإنجليزية)